# Megalomus tineoides
Megalomus tineoides is een insect uit de familie van de bruine gaasvliegen (Hemerobiidae), die tot de orde netvleugeligen (Neuroptera) behoort. 
Megalomus tineoides is voor het eerst wetenschappelijk beschreven door Rambur in 1842.